# Рогачово (Архангельська область)
Рогачово (рос. Рогачёво) — другий за величиною та значущістю населений пункт архіпелагу Нова Земля. В селещі знаходиться військовий  аеродром Рогачово.

## Географія та клімат
Селище розташоване на півострові Гусина Земля, в 12 км на північний схід від селища Бєлушья Губа.
Клімат тундровий, тут дуже холодно протягом усього року. По класифікації кліматів Кеппена — арктичний клімат (індекс ET). Середня температура повітря за рік становить −4.9°C, на рік випадає близько 359 мм опадів.

## Сучасний стан

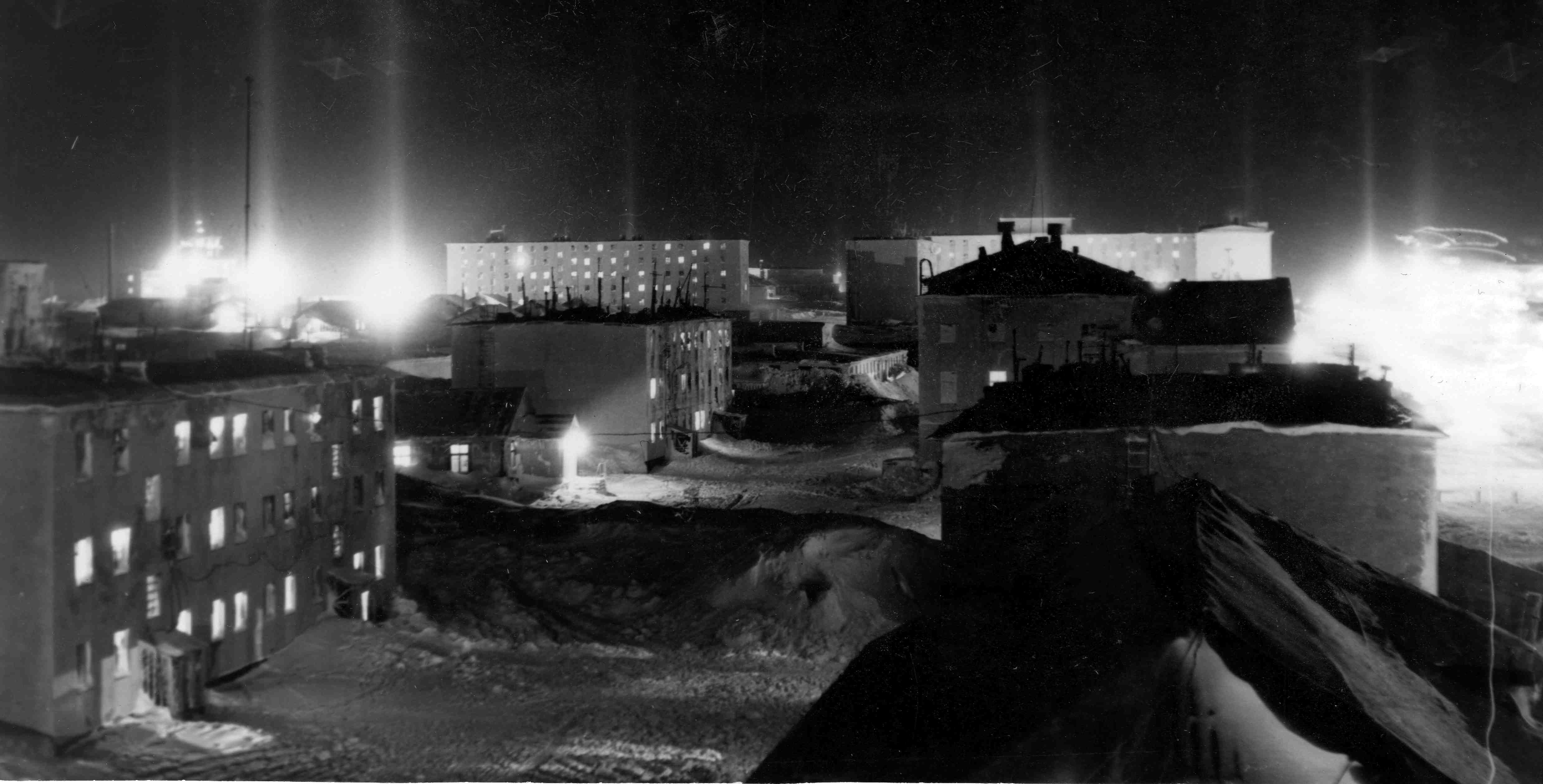
Полярна ніч в Рогачово

До 1993 року у селищі була 8-річна школа, старші класи возили автобусом до селища Бєлушья Губа.
У 2000 році створено муніципальне утворення «Нова Земля», до складу якого входять селище Рогачово та селище міського типу Бєлушья Губа.
На даний момент більшість старих будівель зруйновані або потребують реконструкції, цивільних осіб майже не залишилося.